# Soulaines-sur-Aubance
Soulaines-sur-Aubance település Franciaországban, Maine-et-Loire megyében. Lakosainak száma 1344 fő (2022. január 1.). Soulaines-sur-Aubance Mozé-sur-Louet, Mûrs-Erigné, Saint-Melaine-sur-Aubance, Bellevigne-en-Layon és Brissac Loire Aubance községekkel határos.

## Népesség
A település népessége az elmúlt években az alábbi módon változott:
| Lakosok száma | 402  | 694  | 1032 | 1193 | 1232 | 1357 | 1423 | 1428 | 1399 | 1344 |
|               | 1968 | 1982 | 1990 | 2006 | 2013 | 2015 | 2017 | 2019 | 2020 | 2022 |